# Диллон, Джон Майлз
Джон Майлз Диллон (род. 15 сентября 1939, Мадисон, Висконсин, США) — ирландский философ, историк античности, специалист по истории платонизма и философии поздней античности.

## Биография
Родился в семье ирландского филолога Майлза Диллона и Элизабет Мэри Ла Туш. Учился в Оксфорде. В 1961—1963 году преподавал в Эфиопии. Защитил докторскую диссертацию и позднее преподавал в Университете Калифорнии (Беркли) с 1969 по 1977 год. С 1977 года работает в Тринити-колледже; с 1980 по 2006 год — королевский профессор (Regius Professor) греческого языка и классической филологии, с 2006 года — заслуженный профессор в отставке (Emeritus Professor).
Автор более десятка книг и множества статей, член Международного общества исследования неоплатонизма. Наиболее известен, как переводчик и исследователь Ямвлиха. В 2007 году издал автобиографический роман «Аромат эвкалипта» (The Scent of Eucalyptus) о приключениях молодого ирландца в Эфиопии. Прочёл в Новосибирском университете цикл лекций на тему «Платонизм и мировой кризис».
Член редакционной коллегии научного журнала «ΣΧΟΛΗ. Философское антиковедение и классическая традиция».

## Избранные работы
- Диллон Д. Наследники Платона. Исследование истории древней Академии / Пер. с англ. Е. В. Афонасина. СПб, 2005 ISBN 5-288-03724-8 онлайн
- Диллон Д. Средние платоники. 80 г. до н. э. — 220 г. н. э. / Пер. с англ. Е. В. Афонасина. СПб., 2002 ISBN 5-89329-536-6 онлайн
- The Scent of Eucalyptus, University Press of the South, 2007
- Salt and Olives: Morality and Custom in Ancient Greece, Edinburgh University Press, 2004 (pbk. 2005)
- Neoplatonic Philosophy: Introductory Readings, by John Dillon & Lloyd Gerson. Hackett: Philadelphia, 2004 (pbk., 2005)
- The Heirs of Plato: A Study of the Old Academy, 347—247 B.C, Oxford University Press, 2003 (pbk. ed. 2005)
- Iamblichus, On the Mysteries, trans. with introduction and notes, by Emma C. Clarke, John M. Dillon & Jackson P. Hershbell, SCM Press: Atlanta, 2003 (co-publ. Brill Leiden, 2003)
- Iamblichus, De Anima, text, translation and commentary, edd. John F. Finamore & John M. Dillon/ Bril: Leiden, 2002
- Dillon, John M. The Middle Platonists. Ithaca: Cornell University Press 1977.
- The Greek Sophists, trans. John Dillon & Tania Gergel, with an intro. by John Dillon. Penguin: Harmondsworth, 2003.
- Alcinous: The Handbook of Platonism, trans. with commentary. Oxford University Press (paper), 1995
- The Great Tradition: Further Studies in the Development of Platonism and Christianity, Ashgate: Aldershot, 1997